# Lekkoatletyka na Światowych Wojskowych Igrzyskach Sportowych 2019 – bieg na 100 m mężczyzn
Bieg na 100 metrów mężczyzn – jedna z konkurencji lekkoatletycznych rozegranych w dniu 22 października 2019 roku podczas 7. Światowych Wojskowych Igrzyskach Sportowych na kompleksie sportowym WH FRSC Stadium w Wuhanie.  Polska nie była reprezentowana w tej konkurencji.

## Terminarz
Konkurencja rozpoczęła się  22 października, eliminacjami o godzinie 9:20 (czasu miejscowego). Finał rozegrano o 20:40. 
| Harmonogram przebiegu konkurencji | Harmonogram przebiegu konkurencji | Harmonogram przebiegu konkurencji |
| Data                              | Godzina (UTC+08:00)               | Wydarzenie                        |
| --------------------------------- | --------------------------------- | --------------------------------- |
| 22 października 2019(dts)         | 9:20                              | Eliminacje – bieg nr 1            |
| 22 października 2019(dts)         | 9:25                              | Eliminacje – bieg nr 2            |
| 22 października 2019(dts)         | 9:30                              | Eliminacje – bieg nr 3            |
| 22 października 2019(dts)         | 9:35                              | Eliminacje – bieg nr 4            |
| 22 października 2019(dts)         | 9:40                              | Eliminacje – bieg nr 5            |
| 22 października 2019(dts)         | 19:05                             | Półfinał – 1                      |
| 22 października 2019(dts)         | 19:10                             | Półfinał – 2                      |
| 22 października 2019(dts)         | 19:15                             | Półfinał – 3                      |
| 22 października 2019(dts)         | 20:40                             | Finał                             |

## Rekordy
Tabela prezentuje rekord świata, a także rekord Igrzysk wojskowych (CSIM) przed rozpoczęciem mistrzostw.
|                                   | Zawodnik     | Wynik  | Miejsce        | Data                  |
| --------------------------------- | ------------ | ------ | -------------- | --------------------- |
| Rekord świata                     | Usain Bolt   | 9,58 s | Berlin         | 16 sierpnia 2009(dts) |
| Rekord Igrzyska wojskowych (CSIM) | Femi Ogunode | 10,07  | Rio de Janeiro | 21 lipca 2011(dts)    |

## Uczestnicy
Do zawodów zgłoszonych zostało 41 zawodników reprezentujących 28 państwa. 

- Arabia Saudyjska (2)
- Bahrajn (2)
- Botswana (2)
- Brazylia (1)
- Czad (2)
- Dominikana (1)
- Finlandia (1)
- Francja (2)
- Gambia (1)
- Gujana (1)
- Hiszpania (1)
- Indonezja (2)
- Iran (3*)
- Kamerun (2)
- Kolumbia (1)
- Korea Południowa (2)
- Liban (1)
- Mjanma (1)
- Namibia (2)
- Oman (2)
- Sri Lanka (2)
- Szwajcaria (1)
- Tajlandia (1)
- Ukraina (1)
- Węgry (1)
- Włochy (1)
- Wietnam (1)
- Zimbabwe (1)

Jedno państwo mogło zgłosić do zawodów maksymalnie dwóch sprinterów. Warunkowo przyjęto zgłoszenie trzeciego Irańczyka Sina Taherkhaniego, który ostatecznie nie przystąpił do rywalizacji. Sklasyfikowanych zostało 35 zawodników, zdyskwalifikowano dwóch oraz czterech nie stawiło się na starcie. Złoty medal zdobył Irańczyk, srebrny Brazylijczyk, a brązowy Francuz. W finale nie wystartował Koreańczyk Kim Gook-young, a Bahrajńczyk Rashid Abdulraouf został zdyskwalifikowany.

## Medaliści
| Złoto                 | Srebro                             | Brąz                     |
| Hassan Taftian · Iran | Paulo André de Oliveira · Brazylia | Amaury Golitin · Francja |

## Wyniki

### Eliminacje
Awans do półfinałów: 4 najszybszych zawodników z każdego biegu (Q) i 4 najszybszych przegranych (z najlepszymi czasami) (q).
| Rezultaty biegów eliminacyjnych | Rezultaty biegów eliminacyjnych | Rezultaty biegów eliminacyjnych     | Rezultaty biegów eliminacyjnych | Rezultaty biegów eliminacyjnych | Rezultaty biegów eliminacyjnych |
| Pozycja                         | Bieg                            | Zawodnik                            | Państwo                         | Czas                            | Uwagi                           |
| ------------------------------- | ------------------------------- | ----------------------------------- | ------------------------------- | ------------------------------- | ------------------------------- |
| 1                               | 4                               | Kim Gook-young                      | Korea Południowa                | 10,25                           | Q                               |
| 2                               | 5                               | Paulo Andre Oliviera                | Brazylia                        | 10,30                           | Q                               |
| 3                               | 4                               | Abdo Barka                          | Bahrajn                         | 10,32                           | Q                               |
| 4                               | 2                               | Rashid Abdulraouf                   | Bahrajn                         | 10,42                           | Q                               |
| 5                               | 2                               | Mohammed Alsubate Fahhad            | Arabia Saudyjska                | 10,43                           | Q                               |
| 6                               | 3                               | Barakat Mubarak Mabrook             | Oman                            | 10,45                           | Q                               |
| 7                               | 4                               | Akeem Stewart                       | Gujana                          | 10,49                           | Q                               |
| 8                               | 3                               | Amaury Golitin                      | Francja                         | 10,51                           | Q                               |
| 9                               | 4                               | Christopher Valdez Guzman           | Dominikana                      | 10,60                           | Q                               |
| 10                              | 1                               | Chanuka Bulathawathth Dharmakeerth  | Sri Lanka                       | 10,61                           | Q                               |
| 10                              | 3                               | Noureddine Hadid                    | Liban                           | 10,61                           | Q                               |
| 12                              | 3                               | Himasha Eashan Waththakankanamge    | Sri Lanka                       | 10,64                           | Q                               |
| 13                              | 2                               | Serhij Smełyk                       | Ukraina                         | 10,66                           | Q                               |
| 14                              | 5                               | Esseme Emmanuel Alobwende           | Kamerun                         | 10,66                           | Q                               |
| 15                              | 1                               | Hassan Taftian                      | Iran                            | 10,70                           | Q                               |
| 16                              | 5                               | Sylvain Chuard                      | Szwajcaria                      | 10,74                           | Q                               |
| 17                              | 5                               | Samir Khalaf Rashid Alriyami        | Oman                            | 10,74                           | Q                               |
| 18                              | 5                               | Abdulaziz Rabie Aljadani            | Arabia Saudyjska                | 10,74                           | q                               |
| 19                              | 3                               | Bandit Chungchai                    | Tajlandia                       | 10,76                           | q                               |
| 20                              | 2                               | Reza Ghasemi                        | Iran                            | 10,79                           | Q                               |
| 21                              | 1                               | Cho Kyu-won                         | Korea Południowa                | 10,82                           | Q                               |
| 22                              | 1                               | Mayoumendam Zounedou                | Kamerun                         | 10,83                           | Q                               |
| 23                              | 2                               | Federico Cattaneo                   | Włochy                          | 10,83                           | q                               |
| 24                              | 4                               | Ali Sakine Mahamat                  | Czad                            | 10,88                           | q                               |
| 25                              | 5                               | Viet Tu Trinh                       | Wietnam                         | 10,88                           |                                 |
| 26                              | 5                               | Edinson Andres Becerra Trespalacios | Kolumbia                        | 10,93                           |                                 |
| 27                              | 1                               | Zalan Kadasi                        | Węgry                           | 10,99                           |                                 |
| 28                              | 1                               | Fernando Lumain                     | Indonezja                       | 11,02                           |                                 |
| 29                              | 3                               | Burhan Wardhani                     | Indonezja                       | 11,04                           |                                 |
| 30                              | 1                               | Konsta Alatupa                      | Finlandia                       | 11,07                           |                                 |
| 31                              | 4                               | Oscar Adrian Lopez Rodenas          | Hiszpania                       | 11,12                           |                                 |
| 32                              | 4                               | Sebastian Nyambe                    | Namibia                         | 11,12                           |                                 |
| 33                              | 5                               | Brave Hards Phiri                   | Zimbabwe                        | 11,46                           |                                 |
| 34                              | 5                               | Goemeone Kenosi                     | Botswana                        | 11,82                           |                                 |
| 35                              | 2                               | Festus Iiaambo                      | Namibia                         | 12,50                           |                                 |
| -                               | 2                               | Mompoloki Taka                      | Botswana                        | DSQ 0 R162.7                    | DSQ 0 R162.7                    |
| -                               | 4                               | Ismael Diop                         | Francja                         | DSQ 0 R162.7                    | DSQ 0 R162.7                    |
| -                               | 1                               | Israel Vamtou Mobale                | Czad                            | DNS                             | DNS                             |
| -                               | 2                               | Zaw Tun Naing                       | Mjanma                          | DNS                             | DNS                             |
| -                               | 3                               | Ansumana Bojang                     | Gambia                          | DNS                             | DNS                             |
| -                               | 3                               | Sina Taherkhani                     | Iran                            | DNS                             | DNS                             |

### Półfinały
Awans do finału: 2 najszybszych zawodników z każdego biegu (Q) i 2 najszybszych przegranych (z najlepszymi czasami) (q).
| Rezultaty biegów półfinałowych | Rezultaty biegów półfinałowych | Rezultaty biegów półfinałowych     | Rezultaty biegów półfinałowych | Rezultaty biegów półfinałowych | Rezultaty biegów półfinałowych |
| Pozycja                        | Bieg                           | Zawodnik                           | Państwo                        | Czas                           | Uwagi                          |
| ------------------------------ | ------------------------------ | ---------------------------------- | ------------------------------ | ------------------------------ | ------------------------------ |
| 1                              | 1                              | Kim Gook-young                     | Korea Południowa               | 10,26                          | Q                              |
| 2                              | 3                              | Hassan Taftian                     | Iran                           | 10,27                          | Q                              |
| 3                              | 2                              | Paulo Andre Oliviera               | Brazylia                       | 10,29                          | Q                              |
| 4                              | 1                              | Serhij Smełyk                      | Ukraina                        | 10,37                          | Q                              |
| 5                              | 2                              | Abdo Barka                         | Bahrajn                        | 10,38                          | q                              |
| 6                              | 1                              | Noureddine Hadid                   | Liban                          | 10,47                          | q                              |
| 7                              | 4                              | Amaury Golitin                     | Francja                        | 10,47                          | Q                              |
| 8                              | 3                              | Rashid Abdulraouf                  | Bahrajn                        | 10,52                          | Q                              |
| 9                              | 2                              | Himasha Eashan Waththakankanamge   | Sri Lanka                      | 10,59                          |                                |
| 10                             | 3                              | Esseme Emmanuel Alobwende          | Kamerun                        | 10,60                          |                                |
| 11                             | 3                              | Barakat Mubarak Mabrook            | Oman                           | 10,62                          |                                |
| 12                             | 2                              | Chanuka Bulathawathth Dharmakeerth | Sri Lanka                      | 10,65                          |                                |
| 13                             | 2                              | Reza Ghasemi                       | Iran                           | 10,70                          |                                |
| 14                             | 2                              | Akeem Stewart                      | Gujana                         | 10,71                          |                                |
| 15                             | 1                              | Samir Khalaf Rashid Alriyami       | Oman                           | 10,72                          |                                |
| 16                             | 2                              | Sylvain Chuard                     | Szwajcaria                     | 10,76                          |                                |
| 17                             | 3                              | Bandit Chungchai                   | Tajlandia                      | 10,81                          |                                |
| 18                             | 2                              | Mayoumendam Zounedou               | Kamerun                        | 10,82                          |                                |
| 19                             | 3                              | Christopher Valdez Guzman          | Dominikana                     | 10,83                          |                                |
| 20                             | 3                              | Cho Kyu-won                        | Korea Południowa               | 10,84                          |                                |
| 21                             | 1                              | Ali Sakine Mahamat                 | Czad                           | 11,08                          |                                |
| -                              | 1                              | Mohammed Alsubate Fahhad           | Arabia Saudyjska               | DSQ 0 R162.7                   | DSQ 0 R162.7                   |
| -                              | 3                              | Abdulaziz Rabie Aljadani           | Arabia Saudyjska               | DNF                            | DNF                            |
| -                              | 3                              | Federico Cattaneo                  | Włochy                         | DNS                            | DNS                            |

### Finał
| Pozycja | Tor | Zawodnik                | Państwo          | Reakcja          | Czas         | Uwagi        |
| ------- | --- | ----------------------- | ---------------- | ---------------- | ------------ | ------------ |
| 01 !    | 5   | Hassan Taftian          | Iran             | 0,135            | 10,24        |              |
| 02 !    | 4   | Paulo André de Oliveira | Brazylia         | 0,147            | 10,32        |              |
| 03 !    | 9   | Amaury Golitin          | Francja          | 0,145            | 10,35        |              |
| 4       | 6   | Serhij Smełyk           | Ukraina          | 0,146            | 10,39        |              |
| 5       | 3   | Abdo Barka              | Bahrajn          | 0,152            | 10,45        |              |
| 6       | 2   | Noureddine Hadid        | Liban            | 0,173            | 10,62        |              |
| -       | 8   | Rashid Abdulraouf       | Bahrajn          | DSQ 0 R162.7     | DSQ 0 R162.7 | DSQ 0 R162.7 |
| -       | 7   | Kim Gook-young          | Korea Południowa | DNS              | DNS          | DNS          |
|         |     |                         |                  | Wiatr: − 0,5 m/s |              |              |

Źródło: Wuhan